# Domérat
Domérat é uma comuna francesa na região administrativa de Auvérnia-Ródano-Alpes, no departamento Allier. Estende-se por uma área de 35,5 km². Em 2010 a comuna tinha 8 907 habitantes (densidade: 250,9 hab./km²).